# Michael Siebel

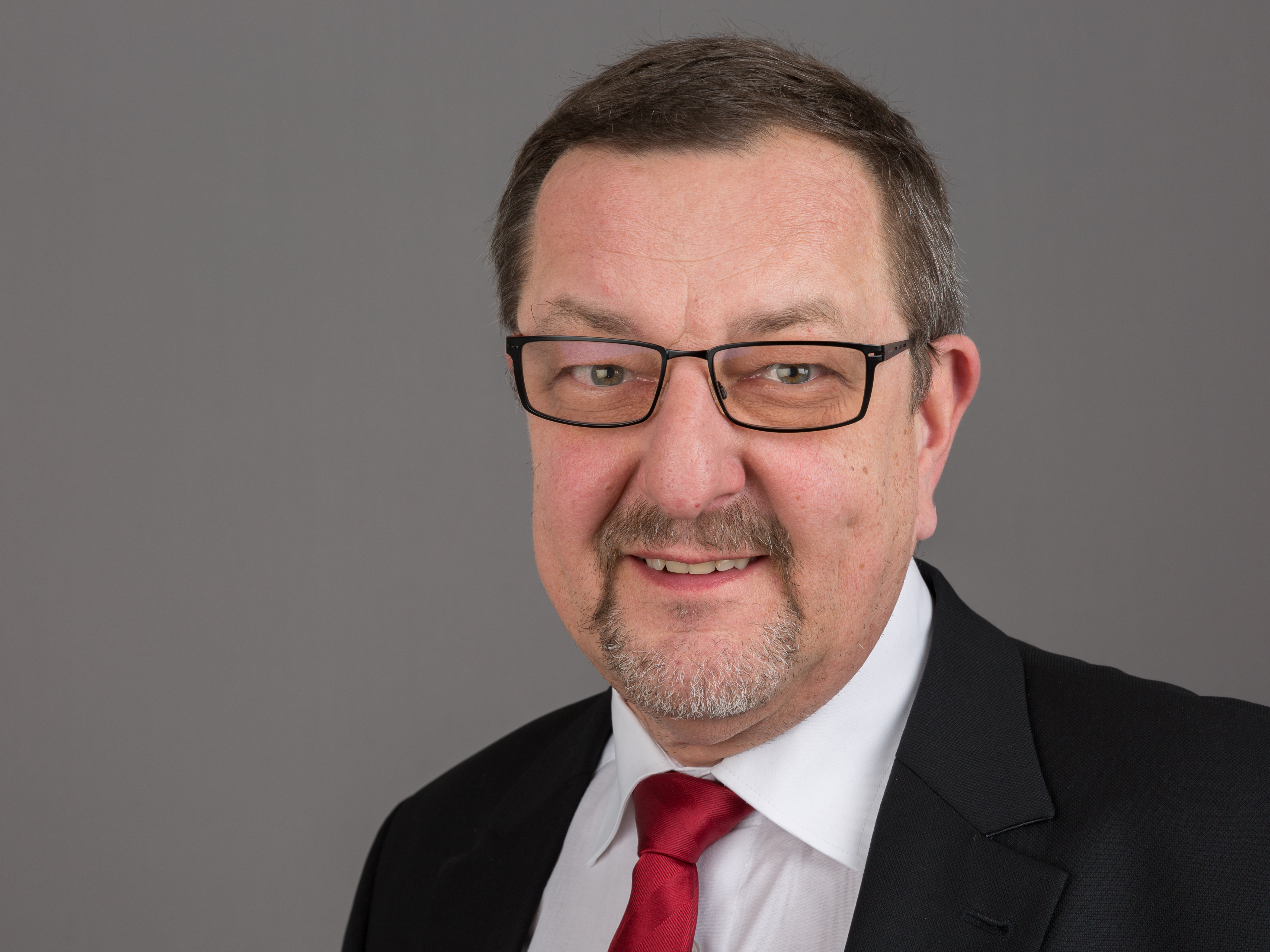
Michael Siebel (2016).

Michael Wolfram Siebel (* 12. Juni 1957 in Bad Schwalbach) ist ein hessischer Politiker (SPD) und ehemaliger Abgeordneter des Hessischen Landtags.

## Ausbildung und Beruf
Nach dem Abitur studierte Michael Siebel an der Technischen Hochschule Darmstadt Lehramt an der Sekundarstufe II für Mathematik und Biologie und legte im Jahr 1986 das Zweite Staatsexamen ab. 
2007 wurde er vom Vorstand der Sozialdemokratischen Gemeinschaft für Kommunalpolitik (SGK) Hessen zum Geschäftsführer gewählt. Damit hängt auch die Geschäftsführung der Bildungsakademie der Akademie für Kommunalpolitik (AfK) zusammen. Seit März 2015 ist er zertifizierter Business Coach.

## Politik
Siebel trat 1982 der SPD bei. Von 1986 bis 1992 war er im Bezirksvorstand der Jungsozialisten, zuletzt als Bezirksvorsitzender. Im Jahr 1993 wurde er in den Bezirksvorstand der SPD Hessen Süd gewählt, dessen stellvertretender Vorsitzender er seit 2011 ist. Im Jahr 1989 wurde er persönlicher Referent des Oberbürgermeisters der Stadt Offenbach. 1994 wurde er Pressesprecher der SPD-Landtagsfraktion in Hessen.
Kommunalpolitisch ist Siebel seit 1997 als Stadtverordneter in Darmstadt tätig und seit 2016 Fraktionsvorsitzender der SPD-Stadtverordnetenfraktion. Er ist im Verwaltungsausschuss des Staatstheaters Darmstadt.
Im Hessischen Landtag war er seit 1999 Abgeordneter und dort stellvertretender Fraktionsvorsitzender der SPD-Fraktion. Er gewann bei den Wahlen 1999, 2008 und 2013 den Wahlkreis Darmstadt-Stadt I bzw. wurde über die SPD-Landesliste gewählt. Im Jahr 2008 war er mit verantwortlich für die Abschaffung der Studiengebühren in Hessen. In den Jahren 2009 bis 2014 war er stellvertretender Vorsitzender im Ausschuss für Wirtschaft und Verkehr. Bis zu seinem Ausscheiden aus dem Landtag war er Obmann seiner Fraktion im Hauptausschuss und Medienpolitischer Sprecher. Er war darüber hinaus Wohnungsbaupolitischer Sprecher der SPD. Siebel war Mitglied im Ausschuss für Umwelt, Klimaschutz, Landwirtschaft und Verbraucherschutz. Bei der Landtagswahl in Hessen 2018 trat er nicht erneut an. 
Bei der Wahl zum Oberbürgermeister der Stadt Darmstadt, am 19. März 2017, erhielt Siebel 16,7 % der abgegebenen Stimmen bei einer Wahlbeteiligung von 43,9 % und unterlag damit Jochen Partsch (Grüne).

## Ehrenamt
Siebel engagiert sich ehrenamtlich als Vorsitzender der Arbeiterwohlfahrt Darmstadt und Vorsitzender des Forums Kunst und Kultur der Hessischen Sozialdemokratie e. V. Er war bis zum Jahr 2014 nebenamtliches Vorstandsmitglied der Bauverein AG Darmstadt. Im April 2014 wurde Siebel zum Vorsitzenden des Kuratoriums der Hessischen Landeszentrale für politische Bildung gewählt. 2016 wurde er zum Vorsitzenden des Instituts für Medienpädagogik und Kommunikation e. V. in Hessen gewählt.

## Privates
Siebel hat drei Kinder aus einer ersten Partnerschaft. Er lebt getrennt von seiner Frau. Siebel wohnt im Darmstädter Pallaswiesenviertel.